# Црква Светог архангела Гаврила у Врбовцу
Црква Светог архангела Гаврила у Врбовцу подигнутa је и освећенa 2005. године, руком епископа нишког Иринеја. Храм је подигнут на месту где се некада налазио храм из непознатог периода, а на коме се 2001. године на чудесан начин указао лик на дрвету и грана у облику часног Крста.
Једна је од цркава Српске православане цркве у Блачкој парохији која је у саставу Архијерејског намесништва косаничког у Еапрхији нишкој.
Црква је посвећена архангелу Гаврилу Божјем гласнику посланом Данилу, Захарији и Марији, и једном од седам великих анђела (арханђела или серафима) који стоје најближе Богу, за кога Хришћани и муслимани верују да је прорекао рођење Јована Крститеља и Исуса. Као црквена слава слави се 26. март по јулијанском, а 8. април по грегоријанском календару.

## Положај
Црква Светог архангела Гаврила се налази у селу Врбовцу, на око два километра од Блаца у општини Блаце у Топличком округу. 
Географски положај
- Северна географска ширина: 43° 19′ 29"
- Источна географска дужина: 21° 17′ 14"
- Надморска висина: 538 m

## Степен и стање заштите
Црква је евидентирана као непокретно културно добро. У надлежности је Завода за заштиту споменика културе града Ниша, који води локални регистар, и брине о овом објекту.

## Историја
У близини старе „црквице“ за коју се верује да је на овом месту подигнута још пре Косовског боја. Легенда каже да су у селу Врбовцу код Блаца, 
на месту званом Црквиште, од давнина постојали остаци цркве у којој се према предању Богу помолила и српска царица Милица, молећи се за српску војску коју је у Косовски бој повео славни кнез Лазар. Верује се да је овде сазнала за Лазареву смрт.
 Народ овог краја на почетку 21. века, тачније 2001. године одлучио је да подигне нови храм, посвећен истом свецу. На стаблу посеченом за потребе изградње храма необјашњиво се указао лик свеца „божјом руком насликан“. Ово божје знамење освештано је 2001. године од стране тада владике нишког Иринеја.
Од дана откривања, ово предсказање изазива пажњу мештана Блаца као и верника широм земље и иностранства, који у великом броју посећују ову цркву.

## Галерија
- Двориште цркве у Врбовцу
- Црква Светог Архангела Гаврила у Врбовцу
- Улаз у цркву
- Унутрашњост цркве
- Унутрашњост цркве
- Унутрашњост цркве
- Унутрашњост цркве
- Унутрашњост цркве